# 오스트레일리아 올림픽 위원회
오스트레일리아 올림픽 위원회(영어: Australian Olympic Committee, AOC)는 오스트레일리아를 대표하는 국가 올림픽 위원회이다. IOC 코드는 AUS이다. 본부는 시드니에 있으며 오세아니아 국가 올림픽 위원회에 소속되어 있다.
1895년에 설립되었으며 같은 해에 국제 올림픽 위원회의 승인을 받았다. 올림픽을 비롯한 국제 스포츠 대회에 참가하는 오스트레일리아의 선수들을 대표한다.

## 같이 보기
- 올림픽 오스트레일리아 선수단
- 오스트레일리아 스포츠 연구소